# Armstrongite
L'armstrongite è un minerale, un silicato di calcio e zirconio. È stata scoperta nel massiccio di Khan-Bogdinskii in Mongolia, il nome è stato attribuito in onore dell'astronauta statunitense Neil Armstrong, il primo uomo a mettere piede sulla Luna.
Non è attaccabile né da acido cloridrico (HCl) né da acido nitrico (HNO3) mentre viene decomposta dall'acido fluoridrico (HF).

## Morfologia
L'armstrongite è stata scoperta sotto forma di cristalli pecilitici fino a 2 cm e in aggregati fino a 50 cm.

## Origine e giacitura
L'armstrongite è stata trovata nella pegmatite granitica alcalina costituita da quarzo, microclino, albite, egirina ed arfvedsonite, sono presenti anche monazite, synchysite, titanite e titano-silicati.